# Naegleriasis
Naegleriasis, còn gọi là viêm não-màng não do amip chủ yếu (PAM), viêm não do amip, nhiễm naegleria, là sự xâm nhiễm vào não của nguyên sinh vật sống tự do Naegleria fowleri, hay "amip ăn não". Tên gọi "amip ăn não" còn được dùng để chỉ amip Balamuthia mandrillaris, điều này gây ra một vài sự nhầm lẫn giữa hai loại. Tuy nhiên, Balamuthia mandrillaris không có quan hệ gì với Naegleria fowleri, nó gây ra một loại bệnh khác gọi là viêm não u hạt do amip và không như Naegleriasis thường thấy ở những người có chức năng miễn dịch bình thường, viêm não u hạt do amip thường xảy ra ở những người có chức năng miễn dịch kém như người nhiễm HIV/AIDS hay ung thư bạch cầu.
N. fowleri thường được tìm thấy ở những vùng nước ngọt ấm như ao, hồ, sông và suối nước nóng. Ngoài ra nó cũng được tìm thấy ở trong đất, nguồn cấp nước đô thị bảo trì kém, bình đun nước nóng, gần nguồn nước thải ấm của các nhà máy công nghiệp, trong nước khử trùng không đảm bảo, các bể bơi không được clo hóa. Hiện chưa có bằng chứng cho thấy sinh vật này sống trong nước biển.
Dù là bệnh hiếm gặp nhưng một khi đã mắc thì tử vong gần như là điều chắc chắn với tỷ lệ lớn hơn 95%.

## Dấu hiệu và triệu chứng
Các triệu chứng có thể xuất hiện từ một cho đến bảy ngày sau khi bị nhiễm amip. Triệu chứng ban đầu bao gồm sự thay đổi cảm nhận của khứu giác và vị giác, đau đầu, sốt, buồn nôn, ói mửa và cứng cổ. Ngoài ra còn có tình trạng rối loạn tâm thần, ảo giác, mất sự chú ý, mất điều hòa, co giật. Tiếp theo, bệnh tiến triển nhanh chóng trong vòng ba đến bảy ngày, và cái chết thường đến sau 7 đến 14 ngày, dù vậy cũng có thể lâu hơn. Vào năm 2013, một người ở Đài Loan đã tử vong sau khi nhiễm Naegleria fowleri được 25 ngày.

## Nguyên nhân

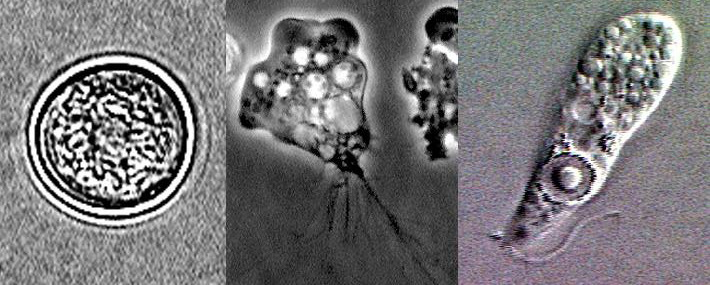
Naegleria fowleri, thủ phạm gây ra PAM. Các giai đoạn vòng đời: bào nang, tư dưỡng, trùng roi

N. fowleri xâm nhập hệ thần kinh trung ương thông qua mũi, đặc biệt là qua niêm mạc khứu giác và lá sàng mô mũi. Điều này xảy ra thường là do nước có chứa N. fowleri xộc vào khoang mũi qua các hoạt động như bơi, tắm, hay rửa mũi.
Amip đi theo các sợi thần kinh khứu giác qua lá sàng của xương sàng đến sọ. Từ đó chúng di chuyển đến hành khứu giác rồi tới các khu vực khác của não. Sau đó chúng ăn các mô thần kinh dẫn đến tình trạng hoại tử và xuất huyết nghiêm trọng.
Tiếp theo, những sinh vật này bắt đầu tiêu thụ các tế bào não, từng phần một. Chúng trở thành tác nhân gây ra Naegleriasis (hay PAM), một loại bệnh tác động đến hệ thần kinh trung ương. Bệnh này thường xảy ra ở trẻ em hoặc thanh thiếu niên khỏe mạnh, những đối tượng không có tiền sử bị suy giảm miễn dịch và có tình trạng tiếp xúc với những vùng nước ngọt không lâu trước thời điểm phát hiện bệnh.

## Sự phát sinh
Naegleria fowleri lan truyền trong những vùng nước ngọt ấm, tù đọng (thường là vào những tháng hè), và xâm nhập hệ thần kinh trung ương từ nước chứa amip xộc vào khoang mũi bằng cách bám vào dây thần kinh khứu giác. Sau đó chúng di chuyển qua lá sàng tới hành khứu giác ở não trước, rồi nhân số lượng lên nhanh chóng nhờ ăn mô thần kinh.

## Chẩn đoán
N. fowleri có thể sinh trưởng trong những môi trường chất lỏng không có ngoại vật hoặc trên các đĩa agar phi dinh dưỡng phủ vi khuẩn. Khuẩn Escherichia coli có thể được sử dụng để phủ lên đĩa (tấm) agar phi dinh dưỡng và thêm vào đó một giọt cặn dịch não tủy. Tiếp theo các đĩa này được ủ ở 37 °C và kiểm tra hàng ngày. Việc phát hiện được thực hiện bằng cách ly tâm một mẫu nước có thêm E. coli, rồi đặt một viên nén vào đĩa agar phi dinh dưỡng. Sau vài ngày, người ta kiểm tra đĩa bằng kính hiển vi và nhận dạng các nang Naegleria qua hình thái của chúng. Sự xác nhận sau cùng có thể thực hiện bằng các phương pháp phân tử và hóa sinh khác nhau. Việc khẳng định sự hiện hữu của Naegleria có thể hoàn tất bằng một cuộc xét nghiệm, tại đó sinh vật này bị phát hiện trong một môi trường nhược trương (nước cất). Khả năng gây bệnh có thể cao hơn ở nhiệt độ cao (42 °C), Naegleria fowleri có thể sinh trưởng tại nhiệt độ đó, còn loài không gây bệnh Naegleria gruberi thì không.

## Phòng ngừa
Michael Beach, chuyên viên của Trung tâm kiểm soát và phòng ngừa dịch bệnh Hoa Kỳ, đã đưa ra lời khuyên rằng sử dụng kẹp mũi để ngăn ngừa nước nhiễm mầm bệnh xâm nhập vào mũi là một cách thức phòng vệ hiệu quả, lưu ý về điều kiện để bệnh có thể xảy đến đó là để cho nước đi lên mũi.

## Điều trị
Kể từ lần mô tả đầu tiên hồi thập niên 1960, cho đến năm 2015 mới chỉ ghi nhận được 7 trường hợp sống sót sau khi mắc PAM, ba trong số đó ở Mỹ và một ở Mexico. Kết quả tiên lượng luôn là không khả quan với những người mắc bệnh và khả năng sống sót duy trì ở mức nhỏ hơn 1%.
Dựa vào các bằng chứng từ phòng thí nghiệm và báo cáo về các trường hợp, amphotericin B là cơ sở truyền thống trong điều trị PAM kể từ ca sống sót đầu tiên ghi nhận tại Mỹ năm 1982.
Cách điều trị thường còn là sử dụng kết hợp liệu pháp với nhiều loại kháng sinh khác bên cạnh amphotericin như fluconazole, miconazole, rifampicin và azithromycin. Phương pháp này đã cho thấy thành công ở mức hạn chế chỉ khi áp dụng sớm trong giai đoạn đầu nhiễm bệnh. Fluconazole đã cho thấy hiệu quả chống lại naegleria khi kết hợp với amphotericin trong ống nghiệm nên thường được sử dụng.
Trong khi sử dụng rifampicin là phổ biến, trong đó bao gồm cả bốn trường hợp sống sót tại Bắc Mỹ, việc tiếp tục dùng loại thuốc này đã được đặt nghi vấn. Nó chỉ hoạt động không ổn định trong ống nghiệm và có ảnh hưởng mạnh đến mức độ điều trị sử dụng thuốc kháng sinh khác.
Các steroid như dexamethasone cũng đã được sử dụng để cố gắng làm giảm chứng viêm não.
Vào năm 2013, hai trường hợp chữa trị thành công gần đây nhất tại Mỹ đã áp dụng phương pháp kết hợp thuốc bao gồm miltefosine cũng như liệu pháp kiểm soát nhiệt độ mục tiêu (TTM). Hiện không có dữ liệu về tác dụng của miltefosine đối với hệ thần kinh trung ương. Trung tâm kiểm soát và phòng ngừa dịch bệnh Hoa Kỳ hiện đang cung cấp miltefosine cho các bác sĩ để đối phó với các loại amip sống tự do trong đó có naegleria.
Chlorpromazine đã cho thấy triển vọng trong ống nghiệm cũng như các dạng viêm màng não-mô não do Naegleria ở động vật.
Chẩn đoán một cách kịp thời vẫn là trở ngại rất lớn cho việc điều trị, khi mà đa phần các trường hợp chỉ phát hiện ra sau khi bệnh nhân đã qua đời.

## Dịch tễ
Naegleriasis tuy là bệnh hiếm gặp nhưng có khả năng gây tử vong rất cao. Tính đến năm 2004 trên thế giới mới chỉ ghi nhận được 200 ca mắc bệnh, con số này tính đến năm 2008 là 300. Theo nghiên cứu điều trị bằng thuốc tại Đại học Aga Khan ở Pakistan, các thử nghiệm trong ống nghiệm với một số loại thuốc được FDA phê chuẩn dùng cho những bệnh phi lây nhiễm đã chứng minh hiệu quả tiêu diệt Naegleria fowleri cao hơn 95%. Nguồn tương tự cũng đề xuất một phương pháp truyền thuốc theo đường xuyên qua sọ đến não.
Hình thức amip xâm nhiễm hệ thần kinh này được ghi chép lần đầu tại Australia năm 1965. Trong năm 1966 đã có bốn trường hợp mắc bệnh được báo cáo tại Mỹ. Đến năm 1968, sinh vật là nguyên nhân gây bệnh, mà trước đó người ta nghĩ là loài Acanthamoeba hoặc Hartmannella, được xác định là Naegleria. Cũng trong năm đó đã có báo cáo về 16 trường hợp mắc bệnh trong giai đoạn 1963-1965 tại Ústí nad Labem, Tiệp Khắc. Vào năm 1970, loại amip này được đặt tên là N. fowleri.
Số trường hợp nhiễm bệnh dường như tăng lên theo phạm vi thông qua biến đổi khí hậu đang gia tăng. Đồng thời, số ca bệnh báo cáo được dự kiến sẽ tăng, đơn giản vì năng lực chẩn đoán đã tốt hơn cả ở những bệnh nhân còn sống cũng như ở những tử thi sau khi chết.
| Quốc gia       | Các ca nhiễm                                                                   |
| -------------- | ------------------------------------------------------------------------------ |
| Costa Rica     | một trong năm 2014                                                             |
| Tiệp Khắc      | 16 trong giai đoạn 1962-1965                                                   |
| Ấn Độ          | 3 trong giai đoạn 2001-2009 (2 ở trẻ nhỏ và 1 ở người lớn), một trong năm 2016 |
| Iran           | 1 ở trẻ nhỏ trong năm 2012                                                     |
| New Zealand    | 8 trong giai đoạn 1968-1979                                                    |
| Pakistan       | 69 trong giai đoạn 2012-2014, có khả năng là từ nghi thức tẩy rửa              |
| Đài Loan       | một trong năm 2013 từ suối nước nóng                                           |
| Vương quốc Anh | một trong năm 1979 tại nhà tắm La Mã được phục hồi ở thành phố Bath            |
| Mỹ             | 133 trong giai đoạn 1962-2015, đa phần tại vùng Đông Nam                       |
| Venezuela      | một trong năm 1998 và 2 trong năm 2006                                         |

## Lịch sử
Các bác sĩ M. Fowler và R. F. Carter lần đầu mô tả chứng bệnh trên người do amip ở Australia vào năm 1965. Việc làm của họ đã cung cấp một ví dụ về cách thức mà nguyên sinh vật có thể tồn tại một cách hiệu quả cả tự do trong môi trường cũng như trong cơ thể người. Kể từ năm 1965 đã có hơn 144 trường hợp được xác nhận tại các quốc gia khác nhau. Vào năm 1966, Fowler đã đặt tên cho chứng nhiễm N. fowleri là viêm não-màng não do amip chủ yếu (primary amoebic meningoencephalitis [PAM]) để phân biệt với sự xâm nhập của các loại amip khác như Entamoeba histolytica. Một nghiên cứu trở về trước đã xác định trường hợp mắc PAM đầu tiên được ghi nhận có thể xảy ra tại Anh vào năm 1909.

## Nghiên cứu
Nghiên cứu hiện nay tập trung vào sự phát triển của phương pháp chẩn đoán phản ứng chuỗi trùng hợp thời gian thực (real time PCR). Một phương pháp được phát triển liên quan đến việc theo dõi quá trình khuếch đại trong thời gian thực với các probe gắn chất phát huỳnh quang nhắm vào chuỗi MpCI5. Một nhóm khác kết hợp ba phản ứng như một phép chẩn đoán N. fowleri, Acanthamoeba spp. và Balamuthia mandrillaris.
Khi mà con người chưa tìm được cách thức chữa trị hiệu quả, nghiên cứu để phát triển một liệu pháp là tìm kiếm nhân tố gây bệnh, cụ thể là N. fowleri; các loại thuốc có thể nhằm mục tiêu là những yếu tố gây hại. Một yếu tố tiềm tàng trong tính di động của amip là protein mã hóa bởi Nfa1. Khi gen Nfa1 biểu hiện ở amip không gây bệnh Naegleria gruberi và các amip cùng được nuôi với các tế bào mô đích, protein này chịu trách nhiệm cho sự tiêu hóa tế bào. Tiếp theo nghiên cứu này, các thí nghiệm triệt tiêu biểu hiện gen Nfa1 được thực hiện bằng can thiệp ARN. Trong đó, ARN sợi đôi nhằm vào chuỗi Nfa1 được áp dụng và sau đó mức độ biểu hiện của sản phẩm gen suy giảm đột ngột. Phương pháp này có tiềm năng trở thành một kỹ thuật có thể áp dụng được cho việc triệt tiêu biểu hiện của các nhân tố gây hại trong các thể tư dưỡng N. fowleri.
Một vắc-xin sử dụng tá chất Cry1Ac đã trải qua bước nghiên cứu ban đầu.